# Cachoeira do Roberto
Cachoeira do Roberto é um povoado e distrito do Município de Afrânio(PE), cujas origens datam do ano de 1806, quando ali se estabeleceu com sua família e seus rebanhos o fazendeiro piauiense e capitão de ordenanças Roberto Ramos da Silva.
Era então um inculto terreno que ele adquiriu por compra no valor de cinco contos de réis a Estêvão Rodrigues Coelho. Desde então o novo proprietário estabeleceu-se com sua família e escravos no lugar, assentando a caiçara de seus currais e desenvolvendo laborioso trabalho de agricultura e pecuária. 

## Capela
Porém, em face da escassez de água e pastagens, rogou em promessa a Nossa Senhora das Dores, julgando-se atendido. Então, em 1817 construiu em frente à sua residência uma capela sob a invocação de Nossa Senhora das Dores, santa de sua devoção. Também, deu início à tradicional festa do Divino Espírito Santo.  Para o primeiro empreendimento contou com o concurso de Fr. Ângelo Maurício de Niza, missionário capuchinho italiano, que desde 1803 catequizava em missões pelo alto sertão, terminando os seus dias em 1824, no aldeamento da Baixa Verde, hoje cidade de Triunfo, em Pernambuco. Desde então, o padre em desobriga passou a celebrar a missa e desenvolver as atividades católicas no novo templo.

## Topônimo
Desde então o lugar recebeu o nome de Cachoeira do Roberto, em homenagem ao seu proprietário e fundador, capitão Roberto Ramos da Silva, também conhecido por Roberto da Cachoeira e segundo o censo 2022 com uma população estimável no povoado de 664 habitantes..

## Sucessão
Mais tarde, foi sucedido na administração e conservação do templo, bem como na organização da festa do Divino, por sua filha Ana Maria, que, juntamente com o esposo, José Santana, tomaram para si essa responsabilidade, tornando-se benfeitores do lugar.
Ao que se assevera, o capitão Roberto Ramos fez-se latifundiário construindo invejável patrimônio que, posteriormente, foi dividido entre seus 17 filhos.

.

## Cemitério
O capitão Roberto Ramos da Silva, também conhecido por “Roberto da Cachoeira”, era natural da cidade de Oeiras, então capital do Piauí, sendo filho do português João Jorge Afonso e de sua esposa Maria da Silva de Jesus, fazendeiros, fundadores da fazenda Brejo, no rio Canindé, termo de Oeiras. Foi casado com Delfina Rodrigues Seabra, também natural de Oeiras, filha Antônia Batista e de seu esposo, o cabo-de-esquadra João Rodrigues Seabra, diretor do aldeamento indígena de São João de Sende, localizado oito léguas ao norte de Oeiras.. Ao lado ao lado de Fr. Henrique, capuchinho italiano, ela construiu o cemitério de Cachoeira do Roberto, sendo, porém, sepultada no altar-mor da referida capela de Nossa Senhora das Dores, quando faleceu aos 105 anos de idade.
A viúva Delfina Rodrigues Seabra, possuía um estilo de vida bastante peculiar, dentro da tradição cristã, indo constantemente à igreja, assistir ao santo sacrifício da missa, mesmo com mais de cem anos de idade, embora não pudesse mais fazer o trajeto por seus próprios pés, era carregada em uma cadeira, conforme noticiou o jornal Correio Paulistano em 24 de dezembro de 1868, repercutindo notícia do Jornal do Recife. Segundo a matéria, teve de seu consórcio com o falecido capitão Roberto Ramos da Silva, 17 filhos, dos quais contava mais de cem netos, trezentos bisnetos e cem terceiros netos, alguns dos quais com alguns filhos, de forma que sua descendência contava já com cerca de seiscentas pessoas, espalhadas entre as províncias de Pernambuco, Piauí e Bahia.

## Freguesia
Situando-se entre os rios Pontal e S. Francisco, à margem da antiga estrada real, onde demandavam os vaqueiros, tropeiros e boiadas no percurso entre os sertões do Piauí, Pernambuco e Bahia, desde cedo a povoação desenvolveu-se.  “Muito habitada, ela teve vida própria e animada pelo seu movimento comercial, com uma boa feira semanal, e um clima ameno e agradável, proporcionando excelente e abundante água potável, com a sua capelinha curada e um cemitério em conveniente situação, já teve a povoação o predicamento de paróquia com a remoção da sede da do Senhor Bom Jesus da Igreja Nova, ou Boa Vista, em virtude da Lei Provincial n.º 758 de 5 de julho de 1867 e servindo de igreja matriz a sua capela de N. S. das Dores, e depois da de Santa Maria Rainha dos Anjos de Petrolina, até que foi transferida para a sua própria sede pela Lei Provincial n.º 921 de 18 de maio de 1870”.

## Distrito
Em decorrência do progresso que experimentava, em 1851 a sede de fazenda já se tornara um povoado progressista, ao ponto de, em 1868, contar com cerca de 80 casas. Nesse tempo pertencia ao Distrito de Santa Maria da Boa Vista, depois cidade e município de mesmo nome. Todavia, pela Lei Provincial n.º 530, de 07 de junho de 1862, que criou o município de Petrolina, passou a este, retornando para o município original pela Lei n.º 601, de 13 de maio de 1864, que extinguiu este último. Por fim, já como sede distrital retornou a Petrolina pela Lei Provincial n.º 921, de 18 de maio de 1870, que restabeleceu sua autonomia administrativa. No entanto, conforme se disse, em face de seu desenvolvimento foi elevado a sede distrital e paroquial pela Lei Provincial n.º 758, de 05 de julho de 1867, permanecendo integrando o Município de Petrolina até a criação do Município de Afrânio.

## Extinção
No entanto, a próspera comunidade sofre grande revés a partir de 1926, em decorrência da construção da inconclusa Estrada de Ferro Petrolina/Teresina que, ao invés de passar pela tradicional vila de Cachoeira do Roberto, em novo traçado passou pela vizinha fazenda “Inveja”, sucessivamente de Francisco Rodrigues da Silva e Sebastião Rodrigues Coelho. Então, esse novo lugar que, a partir de 1928 recebeu o nome de São João de Afrânio, em homenagem ao Engenheiro Afrânio de Melo Franco, um dos responsáveis pela obra, prosperou em prejuízo de Cachoeira do Roberto. Por fim, essa decadência econômica se completaria com a edição do decreto-lei estadual n.º 235, de 09 de dezembro de 1938, que extingue o distrito de Cachoeira do Roberto, sendo seu território repartido entre os distritos de Afrânio(ex-São João de Afrânio), Rajada e Poço da Anta.

## Restabelecimento
Assim permanece até a criação do novo município de Afrânio, pela lei estadual n.º 4.983, de 20 de dezembro de 1963, com instalação oficial em 31 de maio do ano seguinte. Então, nesse interregno, pela lei municipal nº 28 de 23 de dezembro de 1963, é restabelecido o distrito de Cachoeira do Roberto, não sendo, porém, instalado, o que só ocorre depois de ser recriado pela Lei Municipal n.º 13-A, de 20 de outubro de 1967, agora com novos limites territoriais e pertencente ao novo município, em cuja situação permanece até à atualidade. Somente aos poucos vem retomando o caminho do progresso com a produção de indústria cerâmica, pecuária extensiva e comércio de gêneros alimentícios

## Festa do Divino
Uma grande atração do povoado é a festa do Divino Espírito Santo, que é tradicional, reunindo grande número de fiéis no novenário que encerra-se no dia de Pentecostes, com festas e quermesses.